# Установка дегідрогенізації пропану в Шаосін
Установка дегідрогенізації пропану в Шаосін – виробництво нафтохімічної промисловості в Китаї у місті Шаосін (провінція Чжецзян, центральна частина східного узбережжя країни). Один з перших заводів такого призначення в історії нафтохімічної галузі Китаю.
Традиційним шляхом отримання пропілену була робота установок парового крекінгу вуглеводнів та отримання як попутній продукт при переробці нафти. В той же час, у 21 столітті все більшого поширення набуває технологія спеціалізованого виробництва цього олефіну шляхом дегідрогенізації пропану. При цьому завдяки «сланцевій революції» в США на світовий ринок почали надходити все більші обсяги пропану, що дозволило споруджувати такі установки в країнах, які не мали власного сировинного ресурсу, передусім в Китаї. Установка в Шаосін стала однією з трьох, введених в експлуатацію у цій країні в серпні 2014 року – поряд з виробництвами в Пінху та Нінбо  у тій же  провінції Чжецзян (а всім їм передував перший китайський завод такого типу в Тяньцзіні).
Проект річною виробничою потужністю 450 тисяч тонн пропілену реалізувала компанія Zhejiang Shaoxing Sanyuan Petrochemical. Для забезпечення його сировиною уклали контракти на постачання пропану з експортерами із США, тоді як вироблений пропілен спрямовують на власні лінії полімеризації – їх у власника установки  кілька загальною потужністю 520 тисяч тонн поліпропілену на рік.
Для установки обрали технологію компанії UOP (Honeywell), яка є найпоширенішою на ринку дегідрогенізації з моменту спорудження першого такого виробництва у таїландському Мап-Та-Пхут.  